# Neráida (Tríkala)
Neráida, en grec moderne : Νεράιδα, est un village et un ancien dème du district régional de Tríkala, en Thessalie, Grèce. Depuis  2010, il est fusionné au sein du dème de Pýli.
Selon le recensement de 2011, la population du dème compte 252 habitants tandis que celle du village s'élève à 78 habitants.
La localité abrite un centre d'information pour les visiteurs du parc national de Tzoumérka-Achelóos-Ágrafa-Météores.